# Tomares crosi
Tomares crosi är en fjärilsart som beskrevs av Dupont 1908. Tomares crosi ingår i släktet Tomares och familjen juvelvingar. Inga underarter finns listade i Catalogue of Life.